# Vladivostok 2000
Die Vladivostok 2000 ist das derzeit weltweit größte Fischereischiff. Es hat eine Verarbeitungskapazität von 547.000 Tonnen Fisch pro Jahr.

## Geschichte
Die Vladivostok 2000 wurde 2008 aus dem 1980 in Japan bei der Werft Nippon Kōkan K.K. gebauten Tanker Freeport Chief auf einer chinesischen Werft zum Fabrikschiff mit einer BRZ von 49.367 umgebaut. Sie ist mit Kränen und Fischverarbeitungsmaschinen sowie Tiefkühleinrichtungen ausgestattet, um den von den Fischdampfern angelieferten Fisch zu übernehmen und zu verarbeiten.
Sie hat eine turbulente Geschichte. Als Damanzaihao gehörte sie der China Fishery Group (einer Untergruppe des asiatischen Fischereikonzerns Pacific Andes), die 2016 in die Insolvenz ging. Sie wurde an DVS-R Pte Ltd mit Sitz in Singapur verkauft, die das Schiff auch managt und unter moldawische Flagge und russische Klassifikation gebracht hat. DVS-R wird kontrolliert von dem russischen Unternehmer Dmitrii Dremliuga, Miteigentümer des Fischkonzerns Dalmoreproduct.
Von der internationalen Organisation South Pacific Regional Fisheries Management Organisation (SPRFMO), die sich das Ziel gesetzt hat, die Fischbestände im Südpazifik zu überwachen und zu bewirtschaften, wurde die Vladivostok 2000 im Jahr 2014 auf die Negativliste IUU (illegal, unreported, and unregulated) gesetzt. Außerdem wurde eine Strafe von 800.000 $ verhängt. 2018 wurde sie von der peruanischen Umweltbehörde monatelang unter dem Vorwurf illegaler Fischerei und Umweltverschmutzung festgehalten. Auf Initiative der Organisation Sea Shepherd hin entzog Belize dem Schiff 2018 die Registrierung.